# Цилиндр Фарадея

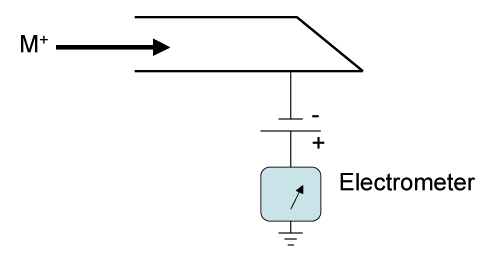
Принцип работы цилиндра Фарадея

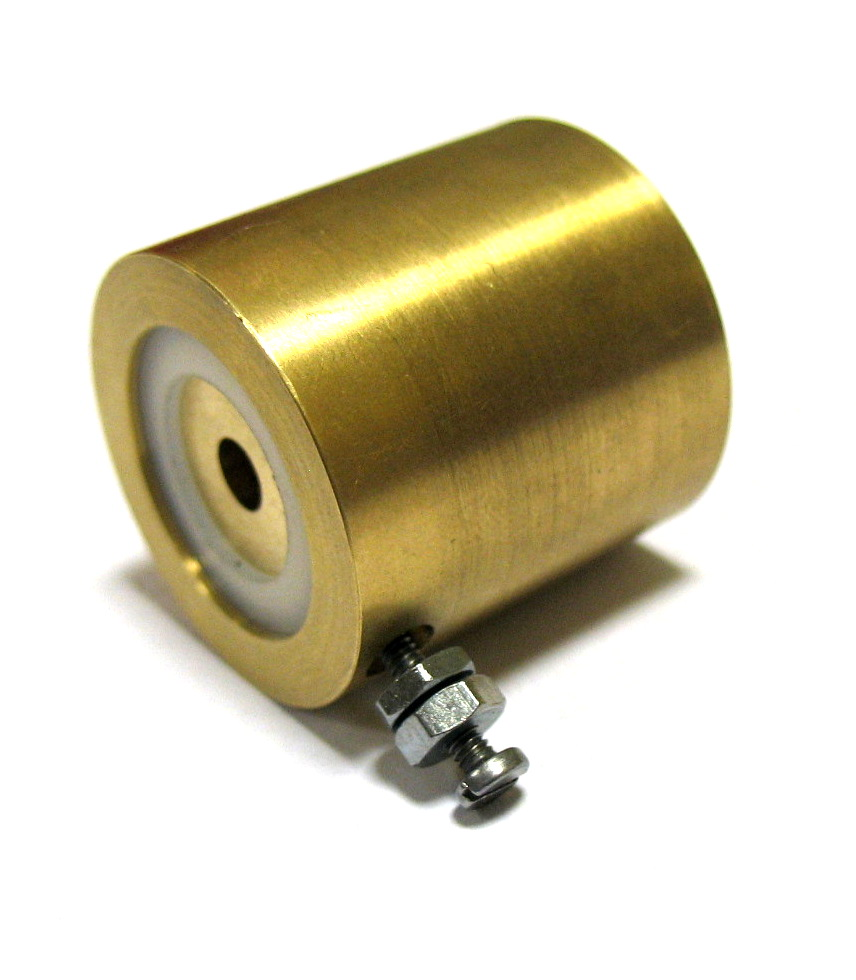
Внешний вид цилиндра Фарадея

Цилиндр Фарадея — устройство для определения полного электрического заряда и интенсивности пучка частиц. Назван в честь известного английского физика Майкла Фарадея.
Устройство изготавливается из массивного проводника, может иметь любую форму, не обязательно цилиндрическую, важно лишь, чтобы толщины материала хватило для полного поглощения частиц пучка. Цилиндр устанавливается в вакууме. При измерениях на него выводится пучок частиц и измеряется стекающий заряд, с точностью до ошибок измерения равный заряду поглощённого пучка. Ошибки измерения связаны с рассеянием некоторых частиц пучка на большие углы за пределы цилиндра, а также со вторичной эмиссией электронов. Цилиндр Фарадея широко применяется на разных типах ускорителей, в основном на этапах запуска и наладки, а также для калибровки других устройств, поскольку относится к разрушающим методам диагностики.